# Czesław Wojtyniak
Czesław Wojtyniak (ur. 19 lipca 1891 w Puszczykowie, zm. wiosną 1940 w Kalininie) – ksiądz prałat, dziekan Wojska Polskiego, ofiara zbrodni katyńskiej.

## Życiorys

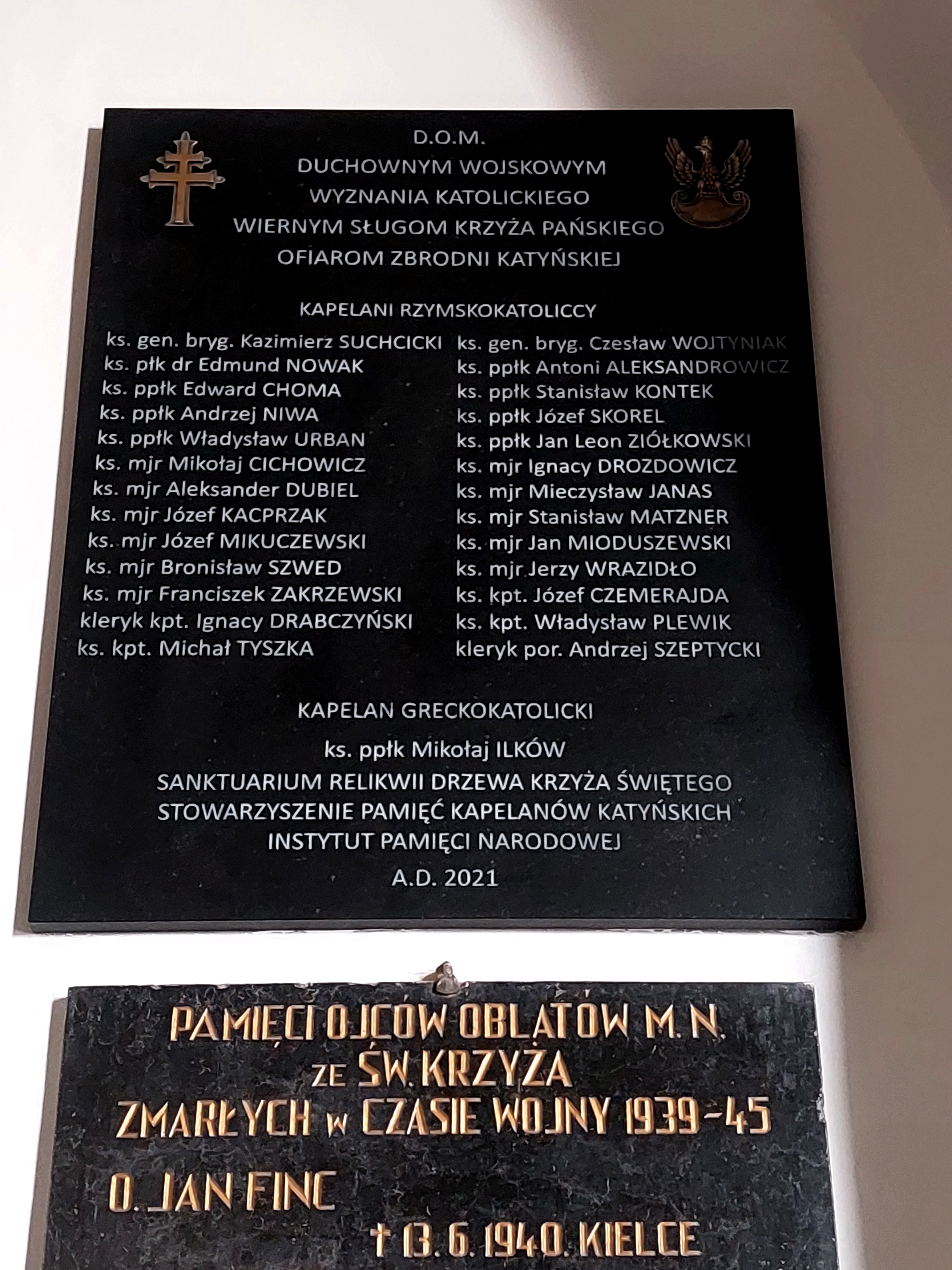
Tablica upamiętniająca duchownych zamordowanych w ramach zbrodni katyńskiej odsłonięta w 2021 roku w krużganku bazyliki mniejszej pw. Trójcy Świętej i sanktuarium Relikwii Drzewa Krzyża Świętego na Świętym Krzyżu.

Czesław Wojtyniak urodził się 19 lipca 1891 w Puszczykowie, w rodzinie Walentego i Agnieszki z Motylaków. Po ukończeniu szkoły powszechnej w Puszczykowie naukę kontynuował w Poznaniu, w „Königliches Auguste-Victoria-Gymnasium”. W 1903 został członkiem Towarzystwa Tomasza Zana, a w 1907 przewodniczącym koła w tym towarzystwie. Po złożeniu matury wstąpił do Seminarium Duchownego w Poznaniu. Studia teologiczne ukończył w 1914 w Seminarium Praktycznym w Gnieźnie i otrzymał święcenia kapłańskie. Posługę kapłańską rozpoczął jako wikariusz parafii w Pniewach, a następnie w Kostrzynie. W czasie pobytu w Gnieźnie był członkiem Polskich Drużyn Strzeleckich oraz współorganizatorem pisma „Brzask”.
W październiku 1915 został powołany do Armii Cesarstwa Niemieckiego i mianowany kapelanem 7 pułku grenadierów Króla Wilhelma I, którego macierzystym garnizonem była Legnica. W 7 pułku grenadierów służył do zakończenia I wojny światowej.
W czasie powstania wielkopolskiego był kapelanem w Kościanie i na froncie południowo-zachodnim. W 1919 mianowany został kapelanem 1 pułku Ułanów Wielkopolskich, a w grudniu tego roku również proboszczem 14 Dywizji Piechoty.
Autorzy wydanych w 1962 w Londynie „Dziejów 15 Pułku Ułanów Poznańskich (1 Pułku Ułanów Wielkopolskich)” tak scharakteryzowali sylwetkę swojego kapelana „Bardzo zżyty z pułkiem, lubiany przez wszystkich i wzorowo opiekujący się ułanami (...) Średniego wzrostu, rudawy blondyn, spokojnego usposobienia, taktowny i wyrobiony, był ideałem kapelana, który starał się zawsze być przy oddziale, nie bojąc się niewygód i nie unikając siodła, gdy było to potrzebne”.
W uzasadnieniu wniosku o nadanie Krzyża Walecznych napisano „W czasie akcji na tyły npla [nieprzyjaciela] podczas ofensywy na Mińsk Litewski w dniach 7, 8 i 9 sierpnia 1919 r. w czasie boju znajdował się w pierwszej linii, nie tylko spełniając swoje duchowe posługi, ale osobistym męstwem służąc wzorem i przykładem ułanom”.
Po zakończeniu wojny z bolszewikami skierowany został na Górny Śląsk, gdzie był kapelanem powstania. Następnie wyznaczony został na stanowisko zastępcy dziekana (zarządcy duszpasterstwa wyznania rzymskokatolickiego) Okręgu Korpusu Nr VII w Poznaniu i proboszczem parafii wojskowej Świętego Józefa Oblubieńca w Poznaniu. Z dniem 1 września 1929 przeniesiony do Korpusu Ochrony Pogranicza na stanowisko kapelana Brygady „Nowogródek” w Baranowiczach. Po roku został mianowany dziekanem Okręgu Korpusu Nr IX w Brześciu. W połowie 1934 przeniesiony do Polowej Kurii Biskupiej w Warszawie na stanowisko kierownika referatu.
W 1939 został powołany na stanowisko kanclerza kurii polowej – zastępcę biskupa polowego Józefa Gawliny.
W czasie kampanii wrześniowej 1939 – po agresji ZSRR na Polskę – w nieznanych okolicznościach trafił do niewoli radzieckiej. Początkowo był przetrzymywany w Wołoczyskach, pocieszając w tym czasie duchowo polskich żołnierzy. Następnie więziony w obozie w Kozielsku. W tym samym roku, w Wigilię Bożego Narodzenia wywieziony został z obozu. Prawdopodobnie przewieziono go do Kalinina (obecnie Twer) i tam zamordowano, a następnie pochowano w Miednoje.

W sierpniu 1941 biskup Józef Gawlina, nie wiedząc o tragicznej śmierci prałata, mianował go wikariuszem generalnym Armii Polskiej w ZSRR.
Postanowieniem nr 112-48-07 Prezydenta RP Lecha Kaczyńskiego z 5 października 2007 został awansowany pośmiertnie do stopnia generała brygady. Awans został ogłoszony 9 listopada 2007 w Warszawie, w trakcie uroczystości „Katyń Pamiętamy – Uczcijmy Pamięć Bohaterów”.

## Awanse
- proboszcz – starszeństwo z dniem 1 czerwca 1919 (w 1924 zajmował – 13 lokatę, w 1928 – 12, w 1929 i 1930 – 11, a w 1932 – 8 lokatę na liście starszeństwa księży kapelanów zawodowych)
- dziekan – starszeństwo z dniem 19 marca 1937
- generał brygady – pośmiertnie 5 października 2007

## Ordery i odznaczenia
- Krzyż Walecznych – dwukrotnie (po raz drugi w 1921)[10]
- Medal Niepodległości
- Medal Pamiątkowy za Wojnę 1918–1921
- Medal Dziesięciolecia Odzyskanej Niepodległości
- Krzyż Pro Ecclesia et Pontifice

## Upamiętnienie
12 maja 2019 w Kalwarii Pacławskiej, odbyła się uroczystość związana z odsłonięciem oraz poświęceniem tablicy pamiątkowej i Alei Dębów Pamięci Kapelanów Katyńskich przy kaplicy „Ukrzyżowanie”. Wśród 32 kapelanów wojskowych różnych wyznań, zamordowanych w Katyniu i innych miejscach kaźni w 1940, jest wymieniony gen. bryg. Czesław Wojtyniak.